# Pimpla rufonigra
Pimpla rufonigra là một loài tò vò trong họ Ichneumonidae.